# Nowy Gaj (Łódź)
Nowy Gaj (pronunciación en polaco: /ˈnɔvɨ ˈɡaj/: [ˈnɔvɨ ˈɡaj]) es una localidad situada en el municipio (gmina) de Góra Świętej Małgorzaty, en el distrito de Łęczyca, voivodato de Lodz, Polonia. Según el censo de 2021, tiene una población de 350 habitantes.